# George McLean
George Tomlinson McLean, detto Dandy McLean (Paisley, 26 maggio 1943) è un ex calciatore scozzese, di ruolo attaccante.

## Carriera

### Club
Cresciuto nel Drumchapel Amateurs, nel 1959 viene ingaggiato dal St. Mirren, squadra della sua città natale. Con i Saints milita tre stagioni nella massima serie scozzese, raggiungendo la finale della Scottish Cup 1961-1962, persa contro i Rangers di Glasgow.
Nel gennaio 1963 passa proprio ai Rangers, rimasti impressionati dalla buona finale disputata da McLean, per £27.500. Pur da comprimario, vince due titoli di Scozia, tre Scottish Cup e due Scottish League Cup, oltre che partecipare a due edizioni della Coppa dei Campioni, raggiungendo i quarti di finale nell'edizione 1964-1965. La sua esperienza con i Blues venne interrotta nel gennaio 1967, quando insieme al compagno di squadra Jim Forrest, divenne il capro espiatorio per l'ignominiosa sconfitta in Scottish Cup 1966-1967 contro i cadetti del Berwick Rangers, finendo fuori rosa.
Terminata l'esperienza ai Rangers nel 1967 passa al Dundee, in cambio di Andy Penman e £30.000, militando altre due stagioni nella massima serie scozzese. Con i Dark Blues raggiunse la finale della Scottish League Cup 1967-1968, persa contro il Celtic, oltre che la semifinale della Coppa delle Fiere 1967-1968, persa con i futuri campioni del Leeds Utd. La prima stagione con il Dundee fu molto prolifica, con tre triplette segnate e sette doppiette.
Fuori dagli schemi di gioco del nuovo allenatore dei Dark Blues John Prentice, nel marzo 1969 passa per £22.000 al Dunfermline.
Dal 1971 al 1975 gioca nell'Ayr Utd, sempre nella massima serie scozzese, ottenendo come miglior piazzamento il sesto posto nella Scottish Division One 1972-1973.
Durante la sua militanza con l'Ayr Utd ha una breve esperienza in prestito presso i canadesi del Vancouver Whitecaps, esordienti nella North American Soccer League. Nella stagione 1974 con i Caps non supera la fase a gironi.
Chiude la carriera con i cadetti dell'Hamilton Academical, ottenendo il nono posto nella Scottish First Division 1975-1976, ritirandosi a causa di un infortunio.

### Nazionale
Ha giocato un incontro amichevole con la nazionale scozzese, lo 0-0 contro i Paesi Bassi del 30 maggio 1968.

## Statistiche

### Cronologia presenze e reti in nazionale
| Cronologia completa delle presenze e delle reti in nazionale ― Scozia | Cronologia completa delle presenze e delle reti in nazionale ― Scozia | Cronologia completa delle presenze e delle reti in nazionale ― Scozia | Cronologia completa delle presenze e delle reti in nazionale ― Scozia | Cronologia completa delle presenze e delle reti in nazionale ― Scozia | Cronologia completa delle presenze e delle reti in nazionale ― Scozia | Cronologia completa delle presenze e delle reti in nazionale ― Scozia | Cronologia completa delle presenze e delle reti in nazionale ― Scozia |
| Data                                                                  | Città                                                                 | In casa                                                               | Risultato                                                             | Ospiti                                                                | Competizione                                                          | Reti                                                                  | Note                                                                  |
| --------------------------------------------------------------------- | --------------------------------------------------------------------- | --------------------------------------------------------------------- | --------------------------------------------------------------------- | --------------------------------------------------------------------- | --------------------------------------------------------------------- | --------------------------------------------------------------------- | --------------------------------------------------------------------- |
| 30-05-1968                                                            | Amsterdam                                                             | Paesi Bassi                                                           | 0 – 0                                                                 | Scozia                                                                | Amichevole                                                            | -                                                                     |                                                                       |
| Totale                                                                |                                                                       | Presenze                                                              | 1                                                                     |                                                                       | Reti                                                                  | 0                                                                     |                                                                       |

## Palmarès

### Club
- Campionato scozzese: 2

Rangers: 1962-1963, 1963-1964
- Coppa di Scozia: 3

Rangers: 1962-1963, 1963-1964, 1965-1966
- Coppa di Lega scozzese: 2

Rangers: 1963-1964, 1964-1965